# Балка Тернівка (притока Ворони)
Балка Тернівка (рос. Б. Терновка) — балка (річка) в Україні у Покровському й Великоновосілківському районах Дніпропетровської й Донецької областей. Ліва притока річки Ворони (басейн Дніпра).

## Опис
Довжина балки приблизно 5,72 км, найкоротша відстань між витоком і гирлом — 5,04  км, коефіцієнт звивистості річки — 1,22 . Формується декількома балками та загатами.

## Розташування
Бере початок на східній стороні від села Запорізьке. Тече переважно на північний схід через села Новогеогргіївку та Комишуваху і впадає у річку Ворону, ліву притоку річки Вовчої.

## Цікаві факти
- У XX столітті на балці існувало 2 молочно-товарні ферми (МТФ) та 1 газова свердловина[2].